# Godfrey Rampling
Godfrey Lionel Rampling (Londen, 14 mei 1909 - Bushey, 20 juni 2009) was een Britse sprinter, die zich had toegelegd op de langere sprintnummers, zoals de 400 m en de 440 yd. Hij nam tweemaal deel aan de Olympische Spelen. Bij beide gelegenheden veroverde hij op de 4 x 400 m estafette eremetaal, namelijk een zilveren en een gouden medaille.

## Biografie
Rampling maakte zijn olympisch debuut op de Olympische Spelen van 1932 in Los Angeles. Hij kwam er uit op de 400 m, waarop hij in de halve finale als vierde strandde in 48,0 s. Op de 4 x 400 m estafette had hij meer succes. Samen met Lord David Burghley, Tommy Hampson en Crew Stoneley snelde hij in 3.11,2 naar het zilver, precies drie seconden achter de Amerikaanse ploeg, die met 3.08,2 een nieuw wereldrecord vestigde.
Twee jaar later veroverde hij op de British Empire Games in Londen de gouden medaille op de 440 yd in 48,0 s vóór zijn landgenoten Bill Roberts en Crew Stoneley.
Het hoogtepunt van zijn atetiekloopbaan beleefde Godfrey Rampling in 1936 op de Olympische Spelen in Berlijn. In 3.09,0 veroverde hij als tweede loper op de 4 x 400 m estafette samen met Freddie Wolff, William Roberts en Godfrey Brown de gouden medaille. Rampling had een groot aandeel in deze overwinning door, nadat hij in derde positie het estafettestokje van Wolff had overgenomen, dit na zijn ronde in eerste positie liggend aan Roberts door te geven, waarna de Britten de leiding niet meer afstonden. De Amerikanen, die vier jaar eerder deze wedstrijd immers hadden gewonnen in wereldrecordtijd, hadden voorafgaande aan de finale gemeend opnieuw zoveel kans op de overwinning te hebben, dat zij het onnodig vonden om Archie Williams en James LuValle, de nummers een en drie van de individuele 400 m, in de ploeg op te nemen. Deze misrekening kwam hen duur te staan. Met een achterstand van 2 seconden werd het Amerikaanse viertal tweede.
Godfrey Rampling was beroepsmilitair en bekleedde de rang van officier. Zijn dochter is de actrice Charlotte Rampling.

## Titels
- Olympisch kampioen 4 x 400 m - 1936
- Gemenebest kampioen 440 yd - 1934
- Brits kampioen 440 yd - 1931, 1934

## Palmares

### 400 m
- 1932: 4e in ½ fin. OS - 48,0 s

### 440 yd
- 1931:  Britse kampioenschappen - 48,6 s
- 1934:  Britse kampioenschappen - 49,6 s
- 1934:  British Empire Games - 48,0 s

### 4 x 400 m
- 1932:  OS - 3.11,2
- 1936:  OS - 3.09,0

1912: Sheppard, Lindberg, Meredith, Reidpath ·
1920: Griffiths, Lindsay, Ainsworth-Davis, Butler ·
1924: Cochran, Helffrich, MacDonald, Stevenson ·
1928: Baird, Alderman, Spencer, Barbuti ·
1932: Fuqua, Ablowich, Warner, Carr ·
1936: Wolff, Rampling, Roberts, Brown ·
1948: Harnden, Bourland, Cochran, Whitfield ·
1952: Wint, Laing, McKenley, Rhoden ·
1956: Jenkins, Jones, Mashburn, Courtney ·
1960: Yerman, Young, G. Davis, O. Davis ·
1964: Cassell, Larrabee, Williams, Carr ·
1968: Matthews, Freeman, James, Evans ·
1972: Asati, Nyamau, Ouko, Sang ·
1976: Frazier, Brown, Newhouse, Parks ·
1980: Valiulis, Linge, Tsjernetski, Markin ·
1984: Nix, Armstead, Babers, McKay ·
1988: Everett, Lewis, Robinzine, Reynolds ·
1992: Valmon, Watts, Johnson, Lewis ·
1996: Harrison, Smith, Mills, Maybank ·
2000: Bada, Chukwu, Monye, Udo-Obong  ·
2004: Harris, Brew, Wariner, Williamson ·
2008: Merritt, Taylor, Neville, Wariner ·
2012: Brown, Pinder, Mathieu, Miller ·
2016: Hall, McQuay, Roberts, Merritt ·
2020: Cherry, Norman, Deadmon, Benjamin ·
2024: Bailey, Norwood, Deadmon, Benjamin
- Gemeinsame Normdatei: 141017139
- International Standard Name Identifier: 0000 0000 7784 814X
- Virtual International Authority File: 120272609